# Eclissi solare del 2 ottobre 2024
L'eclissi solare del 2 ottobre 2024 è stato evento astronomico che ha avuto luogo il suddetto giorno attorno alle ore 18.46 UTC
.